# Gestor d'informació
Un gestor d'informació o documentalista és un científic que estudia com s'ha de cercar, seleccionar, analitzar, organitzar i distribuir informació en una organització i que sovint també dissenya i desenvolupa sistemes d'informació mitjançant les noves tecnologies. El seu camp d'actuació és ampli i interdisciplinar, on s'inclouen branques del coneixement com la informació, la documentació científica, la informàtica, la lingüística, les ciències cognitives, la bibliometria, o estudis socials relatius a la producció d'informació i documentació, com ara l'economia o la legislació. Ha de ser capaç de determinar quines són les característiques i el nivell de formació que necessiten les persones per aprofitar les noves tecnologies. Davant la quantitat creixent d'informació, té un paper cada dia més important en ajudar els usuaris per trobar la informació pertinent.

## Gestors d'informació pioners
- Henri La Fontaine (1854-1943)
- Paul Otlet (1868-1944)
- Claude Shannon
- Eugene Garfield
- Brian Campell Vickery (1918-2009)
- Derek John de Solla Price (1922-1983)